# Куншаг
 Куншаг (мађ. Kunság, лат. Cumania) је историјска, етнографска и географска регија у Мађарској, која одговара некадашњем политичком ентитету створеном од стране Кумана или „Куна”. Тренутно је подељен између савремених мађарских жупанија Бач-Кишкун и Јас-Нађкун-Солнок, они отприлике одговарају двема различитим традиционалним целинама, Малој Куманији и Великој Куманији, које су уздужно одвојене Тисом. Куншаг и његове поделе је прво организовала Краљевина Мађарска да би се сместили полуномадски Кумани који су побегли из Монголског царства. Куманске енклаве су понекад биле укључене у Јазигију, која је на сличан начин била постављена и названа по Осетинским номадима.
Куншаг је био резултат друге и коначне куманске колонизације у Мађарској, иако није једина област насељена Куманима, остала је једино средиште куманске самоуправе након краја Арпадске Угарске. Свој настанак Куншаг везује за 1279. годину, када је Ладислав IV, полукумански краљ Мађарске, доделио свој први сет фискалних и судских привилегија. Ово је потврђено у 15. веку, када су Кумани почели да се организују у „седишта“ које је надгледао Палатин Краљевства. Међутим, консолидација феудализма створила је незадовољство широм региона, што је довело до његовог учешћа у устанку Ђерђа Доже 1514. године.
Подручје је девастирано током отоманско-мађарских ратова, а додатно депопулирано отоманском окупацијом Мађарске. Оснивањем Хабзбуршке мађарске поново су је колонизовали Кумани, Мађари и Словаци. Нови режим је Куншаг доделио Тевтонском реду и потиснуо кумански сепаратизам, посебно након вољног учешћа становника у Ракоцијевом рату за независност. Централизаторске тенденције су ипак ублажене под Маријом Терезијом и 1745. Куншаг и Јазигија су спојени у једну аутономну област, чијим је становницима било дозвољено да откупе кметство. Просперитетни регион имао је процват становништва, што је омогућило његовом сада мешовитом становништву да колонизује друге делове царства.
Интелектуалне дебате о карактеристикама и улози куманског идентитета први пут су се одвијале под јозефинизмом, и продужиле су се током наредних векова, чак и када је кумански језик замро. У почетку су интелектуалци Куншага описали свој идентитет као угро-фински и допунски мађарски национализам. Са овом променом у дискурсу, Куншаг и Јасигија престали су политички да постоје 1876. године, када су спојени у веће и мање аутономне округе. Интересовање јавности за куманско наслеђе траје до 21. века, са већим нагласком на туркијским коренима у региону, као и на разликама између куманских и не-куманских Мађара.

## Историја

### Преседани
Док су се мађарска племена доселила на просторе данашње Мађарске, Кумани су и даље насељавали огромна подручја понтско-каспијске степе, где су створили моћну номадску конфедерацију (види Куманија). Геста Хунгарорум из 13. века тврди да су Кумани били присутни у новоствореној Мађарској кнежевини око 900. године, описујући припаднике племена Аба као Кумане. Овај извештај је ипак анахрон, што значи да је Гестино „куманско“ можда заменица за „туркијски“, „хазарски“  или „бугарски“.  Прва проверљива сведочанства о Куманима у Арпадијској Угарској била су као харачи, током 11. века, касније су се вратили као плаћеници који су подржавали угарске краљеве. У пратњи Стефана II био је кумански контингент на челу са капетаном Татаром, који је постао сметња за локално становништво након пљачке локалних ресурса. Вероватно су куманске „Сараценске“ трупе помагале Гези II у његовом рату 1150-их против Ломбардске лиге.
Почетком 13. века, мађарско-кумански односи су поново били напети, што је навело краља Андрију II да створи систем граничне одбране, који је укључивао доделу пограничног региона Бурзенланд Тевтонском реду. Ова група је усмерила први напор да се покрштава куманске заједнице које живе ван Панонског басена. У то време сами Кумани су били нападнути и поражени од стране Монгола, већина Кумана је побегла у Мађарску, Бугарско царство и Византијско царство. До 1220-их, многи су били концентрисани на истоку Мађарске, у областима касније познатим као Молдавија и Бесарабија. Њихово преобраћење у хришћанство почело је под мађарским покровитељством, што је довело до успостављања куманске католичке бискупије. Неки чланови племена су прешли у ривалско источно православље, или у богумилство, и морали су бити враћени у католичанство. У тој фази, велики број Кумана у Мађарској је прешао на ислам.
Краљ Бела IV је 1238. године посебно позвао Кумане подчињени Кетену (Кутен, Котјан) да колонизују централни део његовог царства (ad mediculum terre sue), који се налазило у близини реке Тисе. Ови Кумани су стигли 1239. године, али је дошло до сукоба између номадских Кумана и тада већ насељених Мађара. Куманци су убили „Кетена” у име неких угарских племића који су ихб потплатили, а Кумани су се вратили на Балкан 1241. године, пљачкајући Срем као чин освете.

### Порекло
Након монголске инвазије на Мађарску 1246. године, Бела IV је поново позвао Кумане и мању групу Јасига (осетинско племе) назад у краљевину, да се населе у разореним областима Велике мађарске низије. Миграција је наводно укључивала око 40.000–70.000 Кумана, подељених у 7 племена: Олас, Чертан, Кор, Борчол, Кондам, Хончук и Јупого. Културно различити Јаси били су блиско повезани са различитим куманским групама, а њихова судбина је постала „испреплетена у светлу монголске експанзије.“
Илустрована хроника из 14. века приказује Кумане као краљеву жуто одевену војску, у непосредној близини краљева, између печенешке гарде и граничара Секеља. Кумани се такође помињу као присутни у бици код Кресенбруна, вероватно у већем броју него њихови мађарски савезници. Њихов значај за Мађарску је био наглашен када је Бела верио свог сина Стефана за Кетенову ћерку, Елизабету Куманску. Њихов син, краљ Ладислав IV, био је познат по својим необично јаким везама са насељеницима из Куншага.
Године 1279. Ладислав је вероватно формализовао куманску територијалну аутономију у главном региону насеља. У замену за феудалне дажбине мађарском краљу у његовом рату против Монгола, Куманима је дозвољено да задрже сопствене етничке обичаје. Упркос регионалном центру у Великој равници, „мале групе Кумана и Јазига“ су се још увек могле наћи широм Краљевства у 13. веку. Кор и Борчол су остали у југоисточним жупанијама Чанад и Темеш, а Зејхан Zeihan Dux Cumanorum („војвода од Кумана“) се помиње овде 1255. године. Јаси су колонизирали централне области у земљама које су за суседе имали углавном куманска насеља, међутим, неки су се населили у близини Борчола, близу Максондских дина. Документарни и археолошки докази упућују на то да су бар неки Олас Кумани послати у округ Бихар (тренутно Бихор, Румунија). Године 1323. племенски вођа Деметрије је у овом делу округа поседовао тврђаву Корошсег. У средњовековном Сегедину је посведочена и „куманска улица“.
Номадске групе су и даље имале спорадичне сукобе са локалним становништвом: 1280. године, борчсолску побуњеничку војску је Ладислав поразио у битцо код Ходмезевашархеља, а затим је протерао у оно што је постало Влашка. Групе из ове дијаспоре су се вероватно вратиле у Темеш, при чему су Кумани Вчуган и Ланчуч још увек поседовали и продавали земљу у Бобди 1288. године. Такви напади, и поруке протеста Католичке цркве, на крају су повећали притисак за асимилацију и потпуну конверзију: већ 1279. године Мађарска скупштина је донела закон о масовном крштењу још увек паганских Кумана и обећала да ће их расејати по целом царству. Краљ је у великој мери игнорисао оба закључка, иако се прелазак са политеизма може пратити до 13. века, где се први пут помињу Кумани са хришћанским именима. Нема наговештаја да су кумански досељеници морали да се седентаришу: први записи о куманским градовима појављују се у [[Краљевина Угарска (1301—1526)|анжујској мађарској], отприлике два века након колонизације, а топонимија показује да су их све основале племенске старешине а имена насеља су настала по њима.

### Консолидација
Сеоба молдавских Кумана или њихова асимилација од стране Влаха завршена је до 1332. Те године Куманска епископија је добила етнички неутрално име, преузето од реке Милков. До тада су се централна подручја њиховог насеља појављивала као близанци насеља из Куншага и Јасшага. Ово раздвајање се догодило 1323. године, када је 18 „глава породице“ Јаса прогласило своје отцепљење од Куншага.] Крајем 14. века, на крају спорог процеса, земља Кумана је подељена на различите подрегионе, обе енклаве у мађарској земљи. Област између Солнока и Дебрецина постала је Нађкуншаг (Велика Куманија), док је област између Калоче и Сегедина постала Кишкуншаг (Мала Куманија).
Порекло ова два имена је збуњујуће, посебно имајући у виду да је Мала Куманија, иако мање насељена, територијално више него двоструко већа од Велике Куманије. Раздвајање може потицати или бити повезано са војном разликом између „Кумана краља“ и „Кумана од краљице“, иако се не зна тачно који је пук био повезан са којом енклавом. Називи Велики и Мали могу означавати географско позиционирање, при чему се некадашњи регион налази иза Тисе.
Племена која су се преселила су претрпела промену начина живота након што су нашла економску нишу као сточари, али су такође усвојила обрасце становања из депопулираних мађарских села у којима су првобитно били насељени. Иако су уживали неке фискалне привилегије, Куманима и Јасима је краљ Сигисмунд наредио да плаћају годишњи пописни порез, мера која може указивати на то да више нису релевантни као војници. У 15. веку, обе групе су биле довољно урбанизоване да се организују у „седишта“, „заједничка насеља“ и „капетаније“, које су све биле под Палатином Краљевства. Прво седиште био је „Сентелт-сек”, који се помиње 1424. и налазило се изван Куншага, заједно са „Кором”. Још једно седиште је основано 1440. године, за племе Олаш из Нађкуншага, у „Колбасу”.
Док је овај пренос моћи личио на аутономну организацију земље Секеља, Кумани и Јаси су уживали мање колективних привилегија, исто тако, титула „Судија Кумана” (iudex Cumanorum) је пала од главне функције Палатина до привремене функције комисије или савета. У оквиру тог окружења, кумански капетани су се појавили као господари, све више посматрајући заједничку земљу као феуд својих породица. Отпор упадима мађарске државе навео је становнике Куншага да се придруже побуни 1514. године коју је предводио Ђерђ Дожа. Хроничар Стефан Стиречшел сугерише да је Дожин долазак у Куншаг био довољан да подстакне крвопролиће.
Одмазда против преступника била је кодификована репресивним кодексом Иштвана Вербечија, који је прописао да Кумани могу да путују из Куншага само ако су фискално способни. Пре 1600. године фрањевци су коначно покренули „последњи велики талас евангелизације“, који је такође смањио културне разлике између племена Куншага и околног становништва. Овај феномен је помно праћен увођењем реформационих идеја: док је Куншаг постао већинско протестантско становништво, Јасшаг је и даље следио католицизам.

### Отоманско освајање и хабзбуршка реколонизација
Куншаг је био нападнут током отоманско-угарских ратова, услед чега је нестало чак 60% куманских насеља, процес је само убрзан током отоманске окупације Мађарске. Мали кумански град Кечкемет добио је личну заштиту од Мехмеда III, симболизованог кафтаном са златним нитима. Градоначелник Кечкемета носио би ову одећу приликом сусрета са отоманским трупама, подсећајући их на обећање. „Под сталним узнемиравањем“, остали становници Куншага отишли су у мочваре које се граниче са регионом, или су побегли из Мађарске. Овај процес је довео до тога да се ближе идентификују са својим мађарским суседима и резултирао је бржим усвајањем мађарског идентитета.  Међутим, историчарка Натали Калноки тврди да су кумански и јасшки идентитети били несвесно заштићени отоманском инвазијом, пошто је она прекинула „распад“ ове две групе у поседе царства. Османски путник шеик Али је још увек идентификовао изразито куманско присуство у њиховим новим провинцијама, описујући Кумане као сличне Татарима и напомињући да су и даље задржали своје обичаје. У почетку се то такође односило на очување куманског језика, који је ипак замро средином 17. века.
Анти-османски отпор пружила је Хабзбуршка Мађарска, која је у почетку држала само Горњу Угарску (данас углавном Словачку). Током 17. века, ова крња држава је наставила да тврди да је „Куншаг“ саставни део мађарске круне. На церемонијама крунисања мађарских краљева, Куншаг је био изразито представљен барјацима на којима је био лав. Куншаг је још увек имао трговинске односе са Горњом Мађарском, а Кечкемет је деловао као средиште за трговину анадолијским ћилимима између Истока и Запада. Подручје се такође укључило у анти-османско неслагање. Године 1641. Кечкемет је одао почаст Палатину Леополда I, Миклошу Естерхазију, поклонивши му један од својих ћилима. Године 1662. град је постао дом велике колоније Грка који су побегли од османске репресије.
Дуга серија хабзбуршких експедиција ослабила је Отоманско царство и протерала његову војску из саме Мађарске. Карло III је 1685. године тиме побољшао сигурност територија над којим је владао, две године након Великог турског рата. Становништво Куншага је „скоро потпуно збрисано“, Куншаг је отворен за поновно насељавање Кумана, земља је додељена уским групама Кумана који су служили у хабзбуршким војним снагама. Године 1702, уз Хабзбуршки пристанак, Куншаг је стављен под хипотеку Тевтонском реду. Иако су формално сведени на скоро кметство, Кумани су могли да задрже неке од својих пореских и судских привилегија. Ипак, њихов друштвени пад довео их је до тога да се придруже другим Куруцима побуњеницима током Ракоцијевог рата за независност (1703–1711).
Овај нови устанак је коначно окончан Сатмарским миром, који је предвиђао да се угуши свака аутономија Куманима и Јаса, одлуку је тада потврдио мађарски сабор. Средњовековни историчари, Нора Беренд и Кира Љубљанович, тврде да је незадовољство хабзбуршким централизмом ојачало етнички сепаратизам и допринело кратком поновном настанку куманског етноса, фалсификована верзија „куманских закона“ из 1279. произведена је у 18. веку да би се древне слободе оправдале против нормативних притисака. Други научници верују да је документ прилично верна копија писма краља Ладислава, уз само неке измене.

### Стварање Јаскуншага
Краљица Марија Терезија је обновила елементе самоуправе 6. маја 1745. године. Она је чула молбе које су поднели чланови обе енклаве, али је такође била заинтересована да их натера да откупе своју слободу, Хабзбуршкој монархији је било потребно финансирање за Други шлески рат. Спојене у „Јаскуншаг“ или други назив „Јасигија-Куманија“, ове две регије су имале судску и извршну аутономију под Палатином, постојала је једнакост опорезивања, а племенима је било дозвољено да прихвате или одбију пријаве за индивидуално чланство. У року од шест година, Кумани су у потпуности платили „залог обезбеђења“ који су још дуговали мађарском суду, чиме су обезбедили слободу од кметства.
Након ликвидације дуга према Круни, Јаскуншаг се појавио као релативно просперитетна целина, која је до 1784. имала суфицит у буџету. Обнављање његових слобода учинило га је привлачном дестинацијом за припаднике нижег мађарског племства.  Као такве, последње деценије 18. века су сведочиле сталном порасту становништва, што је довело до стварања нових градова, укључујући Кишкунфелеђхазау и Сабадсалаш.  У Нађкуншагу, шест старијих градова је потпуно обновљено: Карцаг, Кишујсалаш, Кунхеђеш, Кунмадараш, Кунсентмартон и Туркеве. Краљица је католичком Кунсентмартону дала привилегију да одржава Јаскуншагов затвор, дајући му предност над протестантским Карцагом. У међувремену, Јасигија је развила само три града, Јасапати, Јасароксалаш и Јасберењ иако је 1720. овај други био трећи по величини у Великој равници, након Дебрецина и Кечкемета.
Миграције у округ су укључивале на стотине Рома, иако су се власти Јаскуншага одупирале владиним наредбама да их населе као „нове Мађаре“. Међу придошлицама у региону биле су и нове групе Грка (од којих су многи вероватно били Арумуни) који су подигли православне парохијске цркве у Карцагу и Кечкемету. Ове институције су биле у средишту спорова између Васељенске патријаршије и Епархије будимске. У Кишкунлацхази, становништво је остало куманско и католичко, док је суседно (и касније укључено) село Перег поново успостављено око. 1750. године од стране Мађара и Словака, који су били калвинисти.
Таква урбанизација је омогућила Куманима да учествују у реколонизацији Бачко-бодрошке жупаније, даље на југу, међутим, бележење и исправљање граница у доба јозефинизма спречило је и сам Јаскуншаг да се прошири ка југу и изазвало фрустрацију међу његовим становницима.  Самоуправне заједнице су такође имале повремене сукобе са својим суседима на северу: 1776. године влада жупаније Хевеш уништила је део бране, уставу, приморавајући Кумане низводно да напусте своје домове. Године 1785. Јозеф II Хабзбуршки је наредио Хевешу да обнови тај објекат. Исте године, Јаскуншаг је потчињен привременом округу, са новом престоницом у Пешти.
Током 1820-их, дански географ Конрад Малте-Брун забележио је постојање чак 33.000 становника у Нађкуншагу, од којих је 8.400 живело у Карцагу (пише се Kardzag). Такође је проценио да је Кишкуншаг, који се састоји од „две долине“, била дом за 42.000 људи, са приближно истим бројем Јаса који живе у истоименој области. Он бележи површину Нађкуншага као 20 мађарских миља, што је отприлике 160 квадратних километара, он је проценио да Кишкуншаг и Јасигија имају приближно 320 односно 150 квадратних километара.

### Интеграција и коначна подела
Кумански културни препород је још увек био приметан 1801. године, када је Петар Хорват из Јасберења, „поткапетан“ и „први бележник Јаса и Кумана“, објавио своју расправу о регионалној историји.  Мађарска скупштина је чешће игнорисала покушаје за аутономијом, а саботирали су их локалне аристократе. Послат као први Јаскуншагов делегат у Сабору 1832. године, Јанош Илеши се борио за очување судске и фискалне једнакости за све Кумане, али је изгубио од племићког клуба. Овај тренд је само убрзан када је Палатин Јосиф именовао конзервативца, Имреа Слуху, да служи као регионални капетан.
Становници два Куншага били су углавном задовољни хабзбуршком влашћу и углавном су се уздржавали од учешћа у Мађарској револуцији 1848. године. Састанак либералне и радикалне партије одржан је у Кишујсалашу 28. марта, али је њихов утицај био у сенци архиконзервативаца, који су преузели обе енклаве пре краја године. Насупрот томе, становници Јасберења су били ентузијастични присталице побуњеничке владе, такође су захтевали повећану аутономију под Јас-Кун полгар елнеком („председник Јасигокуманије“) и изборну реформу. У августу је батаљон народне гарде из Куншага учествовао у сукобима између Мађарске и Српске Војводине. Батаљона народне гарде из Кунчага је био стациониран на острву Чепел, такође је учествовала у борбама против противночких војски из Хрватске, пре него што је пребачен у „горњу Мађарску”. Након пораза у бици код код Мора, градови Куншага су примили велики број избеглица, као и војску Мора Перцела. Усмено предање тврди да је Перцел почетком 1849. године логоровао у Хеђешбори-Нађ-халому, изван Карцага.
Хабзбуршке и руске трупе стигле су до Тисе средином јула 1849. године, али је отпор у деловима Куншага наставио да се пружа: пуковник Корпонај је покушао да потпали антируску побуну у Кунмадарашу, пре него што се повукао у Дебрецин. Регион је тада доживео директну руску окупацију, директну војну власт Аустријског царства (видети Војни округ Пешта Офен). Званично пребројавање за 1849. је показало да је у целом Јаскуншагу живело 178.187 Мађара. Ограничења у политичком животу наметнута су током 1850-их и 60-их година, када су задруге и занатлије били под строгом контролом државе. Њихов рад је додатно смањен због велике суше 1863–1864.
До 1870. Јасшаг је била развијенија област Јаскуншага, у којој је концентрисана економска моћ и локална аристократија. Описан у „Липинцотовом гласничком изговору” (Lippincott's Pronouncing Gazetteer) из 1855. године као „независни округ” који се састојао од два дела, сам Куншаг је у то време имао око 120.000 становника. Кишкуншаг је имао 64.000 становника (од тога 37.000 протестаната) а Нађкуншаг 55.000. Нађкуншаг је имао само „један трговачки град“, Карцаг, док је Кишкуншаг обухватао неколико урбаних центара, од којих је најнасељенији била Кишкунфелеђхаза. До тада, фрагментација управљања између три компоненте Јаскуншага стварала је административне проблеме, као и подстицај за растварање територија у систем жупанија.
Аутономија је задржана након Аустроугарског компромиса 1867. године, али је постала тема политичких дебата у Будимпешти. Коначни притисак на „феудалне“ аутономије није усмерио конзервативни клуб, већ Ђула Шапари, либерални министар унутрашњих послова. Његов контроверзни нацрт закона, представљен у децембру 1873, предлаже да се област подели између три веће жупаније, при чему се Кишкуншаг и делови Јасигије требају да се придруже Шолту. У свом противпредлогу, јасигијски делегати у Народној скупштини су се залагали за независну „жупанију Јас”, која би укључила Солнок, Хатван и Надудвар.
„Сапаријев пројекат” је поново поднет, са широким амандманима, од стране његовог наследника Калмана Тисе. Дана 19. јуна 1876, након гласања у Народној скупштини, Јаскуншаг је трајно укинут и подељен између тадашњих жупанија Јас-Нађкун и Пешта-Пилиш-Солт-Кишкун. Први је настао 4. септембра 1876, када је Миклош Киш преузео дужност Ишпана. Истог дана, састанак представника свих области признао је да се седиште округа налази у Солноку, који је био најразвијенији. Жупанија је националним законодавством преименована у „Јас-Нађкун-Солнок“, наследивши архиве и Куншага и Јасигије. Непосредан данак такве интеграције био је релативни губитак индустријског значаја за Јасберењ и Кунсентмартон које су престигли Солнок и група градова у Тисазугу.

## Етничка припадност и култура

### Генетика
Иако су се обично посматрали као део туркијске породице, Кумани су били етнички разнолики чак и пре него што су ушли у Мађарску. Научник Симон Шишман истиче овај аспект примећујући да су „бракови између Кумана и других народа били чести“.  Археолог Силвију Ота описује куманско друштво као „делове племена и делове претходно уништених племена, чије је колективно сећање на племенско порекло сачувала као једноставна класа ратника“. Стога је вероватно да су Кумани пре 1200. године асимиловали групе Кипчака, који су такође били Тукијски народи. Љубљанович описује првобитне Кумане као лабаву конфедерацију различитих етничких група, напомињући да их је „једино спојила потреба да се одбране од Монгола“. Њихова делимична етногенеза почела је по доласку у Алфелд: „ново друштвено и економско окружење са којим су се суочили било је толико другачије од оног на које су били навикли у свом претходном дому у степи да су разлике међу бројним куманским клановима можда изгледале неважне у поређењу са разликама између њих и староседелачких становника њихове нове домовине“.
Закључак је поткрепљен доказима из физичке антропологије и „филогеографије”. Године 1975. истраживач Ђула Ђенис је пронашао само мале разлике у „дерматоглифима” Кишкунлацхазе и суседних мађарских локалитета. Године 1981. Т. Тот је користио компаративну „цефалометрију” да тврди да су сви Мађари расно слични Осетима, и као такви да су белци, а не монголоиди. Такође је тврдио да већина становника Јаскуншага дели расне особине са генетским Мађарима.  Таквим пресудама је делимично супротставила археолог Кинга Ери, која је истраживала Перкатино гробље и закључила да су првобитни Кумани били „евромонголоиди“, ниског раста и мале лобање.
У колективној студији из 2005. године, мтДНК куманских остатака открила је шест хаплогрупа, већина је била западноевроазијска, а не азијска. Ово сугерише да су рани Кумани већ били генетски различити (са неким европским пореклом), чак и ако су њихове реликвије показале да су културно хомогене. Закључак би могао потценити етничку разноликост у Куншагу, пошто је узорак вероватно укључивао припаднике само једног „куманског“ клана.

### Традиција
Љубљанович напомиње да у мађарским изворима није било јасног записа о самоидентификовању, што би могло да зброји различите групе у једну једину „куманску“ популацију. Тако да: „Кумани нису били категорисани као културна или етничка група и није постојао посебан речник који би описао њихов верски и друштвени положај или политичку организацију: [латински] израз Кумани (Cumani) покривао је све ово. У случају појединачних Кумана, када је њиховим властитим именима додата ознака Куманус, она није коришћена као културни или етнички термин већ као знак правног статуса“.
Чини се да је једини „етнички маркер“ за све групе описане таквом терминологијом су њихов костим и фризура, укључујући плетенице и кафтане које нису усвојили ниједан други номади у Мађарској. Слично томе, удаљенија подручја Куншага су наставили да практикују „традиционално клање животиња у домаћинству“, што је укључивало ломљење костију. Ово такође може сугерисати да су одржавали неке прехришћанске ритуале. Иако су научили агрокултурне вештине од својих суседа, становници Куншага су остали привржени сточарству и одупирали су се феудалним притисцима ослањајући се на заједничка добра и имања. Наставили су да оцењују сточарство као достојно занимање, а своје домове китили су лобањама коња.
„Спектакуларне сахране куманских вођа (са пуном мноштвом материјалних предмета и коња)“, иако ретке, дешавале су се и после 1300. године, прави кургани су веома ретко грађени у Куншагу. Хорват је увео концепт "куманских хумки" за тумулусе који се налазе у Алфелду. Већина њих је ипак изграђена много пре доласка Кумана, од стране разних других народа, и нису били географски везани за Куншаг. Један пример регионалног тумулуса је Асоњсалаш, у близини Карцага, који мештани повезују са куманским народним херојем Задором из Туркева.
До 1600. године, Кумани су се углавном облачили као и остали поданици Круне, а модерне методе сточарства су се више шириле. Консолидација католицизма у 15. веку створила је узорке културне синтезе. Иако су касносредњовековни Кумани наставили да придају велики значај кајшевима, као и њихови номадски преци, копче за појасеве биле су украшене западним мотивима, готички стил копче је пронађен у Кишкунмајши. Археолошки налази у Карцагу сугеришу да су локалне жене носиле копче на стари кумански начин, али да су на њима биле угравиране хришћанске поруке. Многи Кумани су очигледно одржавали везу са источним православљем или носталгију за њим, о чему сведочи раширено коришћење византијских крстова. Током овог периода, пракса обрезивања је замрла, пошто је раније преживела као ехо ислама међу Куманима који су били „крипто” или „стари муслимани”.
Иако је био кључан у отоманској трговини текстилом, Куншаг није био потрошач такве робе. Према историчарки уметности Иде Бодне Бобровски, ово је показало да се ово подручје свесно опире „турцизацији“, вероватно под утицајем протестантских проповеди против исламског прозелитизма. Унутар Хабзбуршке мађарске, повратак аутономије резултирао је још једним таласом културних промена и забрана трговине, које су наметнуле саме куншашке власти. Колективна аутономија је дошла са друштвеним контролама: „свакодневна култура [постала] је испресецана привилегијама и стандардима постављеним у локалним статутима [...]. Привилеговани округ је нудио индивидуалну безбедност у замену за поштовање норми локалне заједнице.“  Веће део Јаскуншага издали су правила о одевању, ограничавајући луксуз и визуелно означавајући друштвене класе којима су припадали његови бирачи.

### Модернизација и ревализација
Током раног 19. века, мађарска културна асимилација се наставила, Грци и Арумуни из Кечкемета су говорили мађарски до 1846. године. Географ Јохан Георг Кол описао је саме Кумане као „потпуно мађаризоване“ 1840. године, али је приметио да их је издвојио „ратнички дух“. У тандему, ревивалисти су почели да се позивају на древне куманске обичаје и етничке ознаке, за које се у неким случајевима сумња да су „измишљене традиције”. У то време, Хорват и Јулије Клапрот су увели теорију по којој су Кумани, Јазиги и Мађари били Угро−Финци, па самим тим и „рођаци“. Овај став се делимично преклапао са радном хипотезом раних мађарских археолога као што су Миклош Јанковић и Геза Нађ.
Током 1840-их, аутономаши из Јаскуншага су се уверили да се егалитаризам може постићи само демократизацијом савремене феудалне Мађарске у целини, што их је учинило заговорницима мађарског национализма. Овај тренд је био у супротности са покретом из касног 19. века који је желео да се „жупанија Јас“ (укључујући и Куншаг) отцепи од Солнока, углавном из економских разлога. Под председавањем Орбана Шипоша, последњег капетана Јазига, а касније и Алберта Апонија, супротставио му се локално Иштван Хорти (отац познатијег Миклоша Хортија). Идеја о посебном представљању је такође оживела у децембру 1918. године, недељама након Астер револуције, када је Микша Штробл предложио федерализацију Прве мађарске републике. Два Штроблова „мађарска кантона“ требало је да добију имена по Куманима и Јасима.
Према Љубљановичу, ревивалистички дискурс је такође био „позитивно појачање“ национализма, приказујући Кумане као „најбоље Мађаре“ и најаутентичније преживеле из степских култура. Као подскуп национализма, мађарски туранизам је теоретисао да су турски народи и Мађари припадали једној туранидској раси. Међутим, 1930-их, етнограф Иштван Ђерфи из Карцага поново се фокусирао на карактеристичне карактеристике Куншага, укључујући његово турско порекло. Према Калнокију, до 2006. Мађари који су себе видели као Кумане и Јасе су показивали „идентитарну осетљивост“. Ове притужбе она је оценила као значајније од оних које су имали мађарски Словаци, Хрвати или Румуни. Анкета из 2012. године приметила је „снажан, делимично етничко-верски идентитет“ у Јас-Нађкун-Солнок, а не у Куншагу као региону. Аутори су претпоставили да новија територијална јединица има већу географску кохерентност.
Иако више није био живи језик након 1700. године, кумански је и даље произвео низ докумената у наредним вековима. Познато је да је Молитва Господња на куманском језику, вероватно написана током реформације, распрострањена и рецитована у 18. веку. Наводно је постојао у скоро 100 варијанти, од којих преживела кодификована верзија можда више не одражава народни језик ниједног стварног куманског племена. Овај превод се још увек учио у државним школама под Другом мађарском Републиком, пре него што је избачен из наставног плана и програма 1948. године.
Изван ове повремене употребе, кумански се више није говорио: Малте-Брун описује последњи покушај прикупљања куманских фраза као да се догодио у Карцагу 1770. године. Регионални мађарски дијалекти су сачували неке куманске речи, које су такође забележене и коришћене у књижевним и научним прилозима Иштвана Мандокија Конгура. Његов рад укључује проучавање дечјих рима, наводећи да би привидни стихови бесмислица, у ствари, могли бити кумански римовани. Куманске речи могу бити порекло назива места као што је „Дебрецен“.

## Белешке и референце
1. ↑  Çoban, стр. 58
2. ↑  Oța, стр. 21–22
3. ↑  Spinei, стр. 144–145
4. ↑  Spinei, стр. 145
5. ↑  Spinei, стр. 145–147
6. ↑  Hévizi, стр. 18, 21
7. ↑  Spinei, стр. 163–164
8. ↑  Çoban, стр. 64–65
9. ↑  Hardi, стр. 87
10. ↑  Hardi. passim. стр. 173—174.. See also Hévizi; Kincses-Nagy, p; Spinei, p. 145
11. ↑  Hévizi, стр. 19; Kincses-Nagy, pp. 174–175. See also Hardi, pp. 86–87; Lyublyanovics, pp. 156–157; Oța, pp. 33–35; Spinei, p. 175
12. ↑  Hatházi & Szende, стр. 389
13. 1 2 3 4 5 6 7 8 9 10 11 12 13 14  Nathalie Kálnoky, "Des princes scythes aux capitaines des Iasses. Présence iranienne dans le royaume de Hongrie au travers des chroniques médiévales et des privilèges des peuples auxiliaires militaires", in Droit et Cultures, Vol. 52, 2006
14. ↑  Çoban, стр. 65; Kincses-Nagy, p. 174; Lyublyanovics, pp. 157, 162
15. ↑  Hévizi, стр. 19; Lyublyanovics, стр. 162
16. ↑  Hévizi, стр. 11, 19
17. ↑  Oța, стр. 33–35
18. 1 2 3  Oța, стр. 36
19. ↑  Crișan, passim
20. ↑  Hatházi & Szende, стр. 395
21. ↑  Kincses-Nagy, p. 174; Oța, p. 34
22. ↑  Oța, стр. 34
23. ↑  Crișan, стр. 14
24. ↑  Hévizi, стр. 19
25. ↑  Hatházi & Szende, pp. 391–392; Hévizi, pp. 19–20. See also Lyublyanovics, p. 154
26. ↑  Spinei, стр. 176
27. 1 2  Hévizi, стр. 18–19
28. 1 2 3  J. Thomas, T. Baldwin (eds.), Lippincott's Pronouncing Gazetteer or Geographical Dictionary of the World, p. 528. Philadelphia: J. B. Lippincott & Co, 1855
29. ↑  Lyublyanovics, стр. 153–154, 160–161, 166–167
30. ↑  Hévizi, стр. 9, 20, 172; Lyublyanovics, стр. 154, 155, 162
31. ↑  Farkas Gábor Kiss, "Ambiguity and Paradox in the Humanistic Literature of the Jagiellonian Age", in Gabriella Erdélyi (ed.), Erdélyi, Gabriella (9. 12. 2015). Armed Memory: Agency and Peasant Revolts in Central and Southern Europe (1450–1700). Vandenhoeck & Ruprecht. стр. 172—173. ISBN 978-3-525-5-5097-7.. Göttingen: Vandenhoeck & Ruprecht, (2016)
32. 1 2  Crișan, стр. 16
33. ↑  Bagi (2017), p. 78; Kohl, pp. 51–52; Matkó & Berde, p. 18
34. 1 2 3 4  Hévizi, стр. 20
35. ↑  Gervers, стр. 14
36. 1 2  Hévizi, стр. 21
37. ↑  Hévizi, стр. 21; Kincses-Nagy, p. 182. See also Çoban, p. 65
38. ↑  Géza Pálffy, "Korunovačné zástavy krajín Uhorskej koruny od neskorého stredoveku do začiatku 20. storočia", in Galéria: Ročenka Slovenskej Národnej Galérie v Bratislave, 2011, pp. 7–30
39. ↑  Gervers, стр. 22–23, 38
40. ↑  Gervers, стр. 23
41. ↑  Hévizi, стр. 63
42. 1 2 3 4 5 6  Matkó & Berde, стр. 18
43. ↑  Bagi (1998), p. 59; Lyublyanovics, p. 168
44. ↑  Bagi 1998, стр. 59–60; Hegedűs, p. 9; Hévizi, p. 20; Marczali, pp. 167–168, 246
45. ↑  Lyublyanovics, стр. 162, 167
46. ↑  Hévizi, стр. 20–21
47. 1 2  Hegedűs, стр. 9
48. ↑  Hévizi, стр. 20–21. See also Bagi (1998), pp. 59–60; Bánki Molnár, p. 38; Elek, p. 61; Hegedűs, pp. 8–9
49. ↑  Hévizi, стр. 21. See also Marczali, p. 168
50. ↑  Marczali, стр. 168
51. ↑  Györffy, стр. 19
52. ↑  Marczali, стр. 168–169
53. ↑  Hegedűs, стр. 8
54. ↑  Gábor Bagi, "Cigányok a Jázságban 1768-ban", in Jászsági Évkönyv, 1996, pp. 214–226
55. ↑  Berényi, passim
56. ↑  Plurimus. „Ortodoxia răsăriteană din Ungaria”. , in Revista Teologică, Vol. XXXI, (7–8): 371—373., July–August 1941
57. ↑  Gyenis, стр. 229, 231
58. ↑  Marczali, стр. 168–169, 246
59. ↑  Marczali, стр. 87
60. ↑  Malte-Brun, pp. 321–323, 370
61. ↑  Malte-Brun, pp. 322, 323
62. ↑  Bagi (1998), p. 60 & (2017), p. 76
63. ↑  Bagi 1998, стр. 60
64. 1 2  Bagi 1998, стр. 60–61
65. 1 2  Elek, стр. 61–63
66. ↑  Elek, стр. 63–64
67. ↑  Elek, стр. 65–66
68. 1 2  Bukovszki & Tóth, стр. 151
69. ↑  Elek, стр. 68
70. ↑  Elek, стр. 68–69
71. ↑  Bagi 1998, стр. 59
72. ↑  Hegedűs, стр. 10–11
73. ↑  Bagi 2017, стр. 78
74. ↑  Bagi (2017), passim
75. ↑  Bagi 2017, стр. 76–79
76. 1 2  Bagi 2017, стр. 79–80
77. ↑  Matkó & Berde, стр. 17–18
78. ↑  James Niessen, Imre Ress, (1998). „Hungary”. Austrian History Yearbook. 29 (2): 69., in
79. 1 2  Bagi 2017, стр. 80
80. ↑  Мађарска библиотека
81. ↑  Simon Szyszman, (1970). „Découverte de la Khazarie”. Annales. Economies, Sociétés, Civilisations. 25 (3): 823., in
82. ↑  Kincses-Nagy, p. 173
83. ↑  Lyublyanovics, стр. 154–155
84. ↑  Gyenis. passim.
85. ↑  T. Tóth, "Anthropological Results Concerning the Ethnogenesis of Hungarians", in Anthropologica Hungarica, Vol. XVII, 1980–1981, pp. 5–22
86. 1 2  Hatházi & Szende, стр. 394
87. ↑  Bogacsi-Szabo, Erika; Kalmar, Tibor; Csanyi, Bernadett; Tomory, Gyongyver; Czibula, Agnes; Priskin, Katalin; Horvath, Ferenc; Downes, Christopher Stephen; Rasko, Istvan (октобар 2005). „Mitochondrial DNA of Ancient Cumanians: Culturally Asian Steppe Nomadic Immigrants with Substantially More Western Eurasian Mitochondrial DNA Lineages”. Human Biology (Journal). 77 (5): 639—662. PMID 16596944. doi:10.1353/hub.2006.0007.
88. ↑  Lyublyanovics, стр. 159–160
89. ↑  Lyublyanovics, стр. 163
90. ↑  Hatházi & Szende, pp. 390–391; Lyublyanovics, pp. 157–159
91. ↑  Lyublyanovics, стр. 161, 164–165
92. ↑  Hatházi & Szende, стр. 392–393
93. ↑  Lyublyanovics, стр. 165
94. ↑  Balázs & Kustár, pp. 26, 43; Hatházi & Szende, p. 389
95. ↑  Balázs & Kustár, pp. 16–21, 43; Bukovszki & Tóth, p. 145
96. ↑  Lyublyanovics, стр. 158–161
97. ↑  Hatházi & Szende, pp. 390–391, 393–394
98. ↑  Çoban, стр. 65
99. ↑  Gervers, стр. 39
100. ↑  Bánki Molnár, p. 38
101. ↑  Bánki Molnár, passim
102. ↑  Berényi, стр. 79–80
103. ↑  Kohl, стр. 51–53
104. 1 2  Lyublyanovics, стр. 168
105. ↑  Malte-Brun, pp. 322–324
106. ↑  Ádám Bollók, „Excavating Early Medieval Material Culture and Writing History in Late Nineteenth- and Early Twentieth-Century Hungarian Archaeology”. Hungarian Historical Review. 5 (2): 284, 291. 2016., in –292
107. ↑  Ladislav Heka, "Posljedice Prvoga svjetskog rata: samoproglašene 'države' na području Ugarske", in Godišnjak za Znanstvena Istraživanja, 2014, pp. 114–115
108. ↑  Michał Kowalczyk, „Hungarian Turanism. From the Birth of the Ideology to Modernity – an Outline of the Problem”. Historia y Polityka (20): 51, 55—56. 2017.,
109. ↑  Györffy, passim
110. ↑  Lyublyanovics, стр. 159. See also Kincses-Nagy, pp. 177–178
111. ↑  Malte-Brun, p. 322
112. ↑  Hévizi, стр. 21; Kincses-Nagy, pp. 179–181
113. ↑  Kincses-Nagy, p. 179
114. ↑  Kincses-Nagy, p. 181